# Prstasti trstikovec
Prstasti trstikovec (znanstveno ime Miscanthus giganteus), za katerega se po navadi uporablja kar poslovenjeno rodovno ime Miskantus, spada v družino trav (Poaceae) in je hibrid, ki naj bi nastal s križanjem vrste Miscanthus sinensis in Miscanthus sacchariflorus. Rod Miscanthus obsega okoli 14 vrst. 

## Razširjenost
Miskantus raste v jugovzhodni Aziji, Kitajski, na Japonskem ter Polineziji. Nekaj vrst se pojavlja tudi v Afriki, v območju tropskega in subtropskega pasu. Danes se lahko najde tudi v velikem delu Evrope, kamor je bil prvotno prinesen kot okrasna rastlina. Križanec, prstasti trstikovec, pa ima večji pomen kot kulturna rastlina, za pridobivanje električne in toplotne energije. 

## Opis
Je visoka zelnata trajnica, ki lahko doseže višino od 4 do 5 m. Izrašča iz korenike. Stebla imajo značilo obliko trave, so pokončna in kolenčasta, brez stranskih izrastkov. Listi so ozki in dolgi. Jeseni stebla olesenijo in listi odpadejo. 

## Razmnoževanje
Prstasti trstikovec se razmnožuje s semeni, korenikami ali z uporabo matičnih potaknjencev. V Evropi ne semeni in se razmnožuje samo vegetativno, s korenikami ali z uporabo matičnih potaknjencev. Korenike se sadijo konec aprila ali maja, ko se zemlja ogreje vsaj na 10 °C. Saditi jih je potrebno najmanj v globino 10 cm, na območjih z mrzlimi zimami pa v globino 20 cm, kar zagotavlja zimsko preživetje rastline v prvem letu. Razmak med posameznimi sadikami je odvisen od predvidene gostote sajenja. Računati je potrebno, da vsaka korenika pri polnem razrastu koreninske mase, po treh ali štirih letih,  zavzame 1 m² površine. V zemlji lahko ostane do 20 let. Potaknjenci se na prosto sadijo maja, ko ni več nevarnosti pozebe.

## Uporaba
Prstasti trstikovec (Miscanthus giganteus) je vrsta miskantusa, ki je primeren za proizvodnjo biomase. Stebla prstastega trstikovca v jeseni odmrejo oziroma olesenijo, kar predstavlja maso, ki se od te rastline pričakuje. Stebla se žanjejo pozimi ali zgodaj spomladi.  

## Vzgoja v nasadih
Prstasti trstikovec je rastlina, ki ima rada sonce. Še pomembnejša je primerna temperatura, sicer se fotosinteza na rastlini ne odvija in s tem se rastlina ne razvija. Pri tem je prstasti trstikovec (Miscanthus giganteus), v primerjavi z drugimi kulturnimi rastlinami, velika izjema v pozitivni smeri. Raziskave so pokazale, da so imeli listi prstastega trstikovca, ki so jih gojili pri 12 °C, enako fotosintetično zmogljivost kot listje rastlin, ki so rasle pri 25 °C.  Vzgoja sadik pri 8 °C je pokazala 50 %  nižjo fotosintetično zmogljivost, kar nakazuje, da je mejna temperatura za fotosintetično zmogljivost do 12 °C, pri ostalih kulturnih rastlinah pa višje. Vendar pa izpostavljenost korenik pogostim in daljšim intervalom temperature – 5 °C ali nižje zmanjša sposobnost prezimitve. Kot pri večini trav se rast prične aprila. Čez poletje je rastlina v svojem razvoju in rasti. Ima velik rastni potencial, kar pomeni, da zraste od 3,5 do 4 m v eni rastni sezoni. Na jesen in čez zimo listi odpadejo in stebla olesenijo. 
Voda je zelo pomemben dejavnik za optimalno rast. Idealna količina padavin je med 700 in 900 mm v času rastne dobe, če so enakomerno razporejene. Prstasti trstikovec potrebuje za rast minimalno 500 mm padavin v času rastne dobe. Polna rast se odvija v mesecu maju in juniju, z dognojevanjem in namakanjem še dlje. Na območjih z visoko podtalnico lahko uspešno raste brez namakanja, kar nakazuje, da ima sposobnost koriščenja podzemne vode. 
Za gojenje prstastega trstikovca je najboljša humusna ilovnata prst, ki je dovolj zračna. Zemljišče mora biti vlažno, vendar brez zastajanja vode do vsaj 1 m globoko. Vlažna tla, brez drenaže vplivajo na preživetje rastline čez zimo. Vrednost pH mora biti od 5 – 8. Vzgoja prstastega trstikovca je uspešna na zemljišču, kjer lahko raste koruza. Vzgoja je mogoča tudi na peščenih tleh z malo vode, vendar so donosi nizki.
V prvem in drugem letu rasti je zatiranje plevela pomembno, ker plevel tekmuje s sadikami v svetlobi, vodi in hranljivih snoveh. Zaradi velike obdelovalne površine se pleveli po navadi preprečujejo s  fitofarmacevtskimi sredstvi, kar pa lahko poškoduje mlade poganjke. Zato je priporočljivo da se zemljišče pred sajenjem očisti plevela, predvsem tistega, z razvejanim koreninskim sistemom. Odstranjevanje lahko poteka mehansko ali kemično tako, da se pred ali hkrati s sajenjem območje poškropi s herbicidom. Primerni so herbicidi kot za vzgojo koruze. V kasnejših letih odpadli listi trave tvorijo plast, ki preprečuje rast plevela, zato tretiranje s fitofarmacevtskimi sredstvi ni več potrebno. 
Rast prstastega trstikovca do maksimalnega donosa traja nekaj let. V tem času se povečuje tudi potreba po hranljivih snoveh. Pred sajenjem je priporočljivo gnojenje s kalijem in fosforjem, kar je odvisno od vrste tal. V letu sajenja gnojenje z dušikom ni potrebno, ker bi povzročilo prehitro rast poganjkov, ki potem ne bi dosegli primerne zrelosti za zimo, razen, če je nasad osnovan na zelo revnih tleh. Kasneje se potreba po dušiku povečuje in nato začne zmanjševati. Ko rastlina doseže maksimalno rizomatično maso je potrebno nadomestiti le letno vrednost dušika, ki se iznese z nadzemno suho maso. Prstasti trstikovec ima sposobnost translokacije dušika in drugih spojin v jesenskem času v koreniko in s tem lahko daje, brez dodatnega gnojila ali z minimalnimi dodatki, enak donos tudi do 15 let. Tudi sicer, največji donosi niso zaznani na območjih kjer je zemlja bogata z dušikom, temveč na območjih z več padavinami.
V Evropi niso zaznane bolezni, ki bi povzročile slabši donos nasada. 
Stebla se žanjejo pozimi ali zgodaj spomladi. Čas žetve in tehnike se razlikujejo glede na namen uporabe pridelka. Kot se je izkazalo je čas za žetev od novembra do začetka maja, najugodnejši čas pa je v mesecu aprilu. Žetev naj bi se opravljala po daljšem obdobju sončnega vremena, vsebnost vode pa mora biti zelo nizka, 10 – 20 %. Žetev se opravi strojno, s silažnimi kombajni za koruzo, kjer se trava naseka na drobne kose in se uskladišči v nasutem stanju odprto ali v silosu. Drugi način je, da se požeta trava balira. 
Donosnost nasada je odvisna od kakovosti tal, temperature zraka, vode in lokacije nasada. Če primerjamo količino opravljenega dela z donosom nasada je pri prstastem trstikovcu to razmerje 1 : 15. Vzgajanje prstastega trstikovca pomeni veliko večjo donosnost na ha zemljišča kot pri drugih kulturah. Donosnost nasada prstastega trstikovca se izraža v masi suhe snovi na hektar(t atro/ha) in sicer lahko pričakujemo v drugem letu 4 – 7 t atro in od tretjega leta napej 12 – 20 t atro. 